# Peltes
Peltes (en llatí Peltae, en grec antic Πέλται 'Péltai') era una ciutat important de Frígia, a la vora del riu Meandre, que segons Xenofont estava situada a una distància de 10 parasangues de Celenos o Apamea de Frígia.
Xenofont la descriu com una ciutat molt poblada, i diu que l'exèrcit de Cir el Jove va fer-hi una estada de tres dies, celebrant jocs i sacrificis. La Taula de Peutinger, que l'anomena erròniament Pella, la situa a la mateixa distància d'Apamea que indica Xenofont, i diu que pertanyia al seu convent jurídic. Estrabó diu que era al seu temps una de les ciutats més petites de Frígia, i la Notitiae Episcopatuum diu que era la seu d'un bisbe a la província de Frígia Pacatiana.
Podria correspondre a unes ruïnes situades a uns 10 km de Sandakli.